# Theodore Sedgwick
Theodore Sedgwick (West Hartford, 1746. május 9. – Boston, 1813. január 24.) az Amerikai Egyesült Államok szenátora (Massachusetts, 1796–1799).